# Teoria dos objetos abstratos
A Teoria dos Objetos Abstratos é um ramo da metafísica em relação aos objetos abstratos. Originalmente, foi concebida pelo metafísico Edward Zalta, em 1999, a teoria era uma expansão da matemática de Platão.
Abstract Objects: An Introduction to Axiomatic Metaphysics é o título de uma publicação por Edward Zalta que descreve a teoria de objetos abstratos.
No relato de Zalta, alguns objetos (os objetos concretos comuns à nossa volta, como mesas e cadeiras) "exemplificam" propriedades, enquanto outros (objetos abstratos como números e o que outros chamariam de "objetos inexistentes", como o quadrado redondo, e a montanha feita inteiramente de ouro) apenas "codifica" eles. Enquanto os objetos que exemplificam propriedades são descobertos através de meios empíricos tradicionais, um simples conjunto de axiomas nos permite conhecer objetos que codificam propriedades. Para cada conjunto de propriedades, há exatamente um objeto que codifica exatamente esse conjunto de propriedades e nenhum outro. Isso permite uma ontologia formalizada.